# Tourisme en Gironde
Le tourisme est une des ressources majeure du département de la Gironde, à côté de l'exploitation forestière de la forêt landaise, et des grands vins de Bordeaux. Les principaux lieux d'intérêt se situent sur la côte d'une part, avec les activités balnéaires, dans la forêt des Landes d'autre part, dans le bordelais et ses vignobles et enfin dans le Bazadais en Sud Gironde. La Gironde est desservie par de nombreuses pistes cyclables, sur la côte et dans les terres.

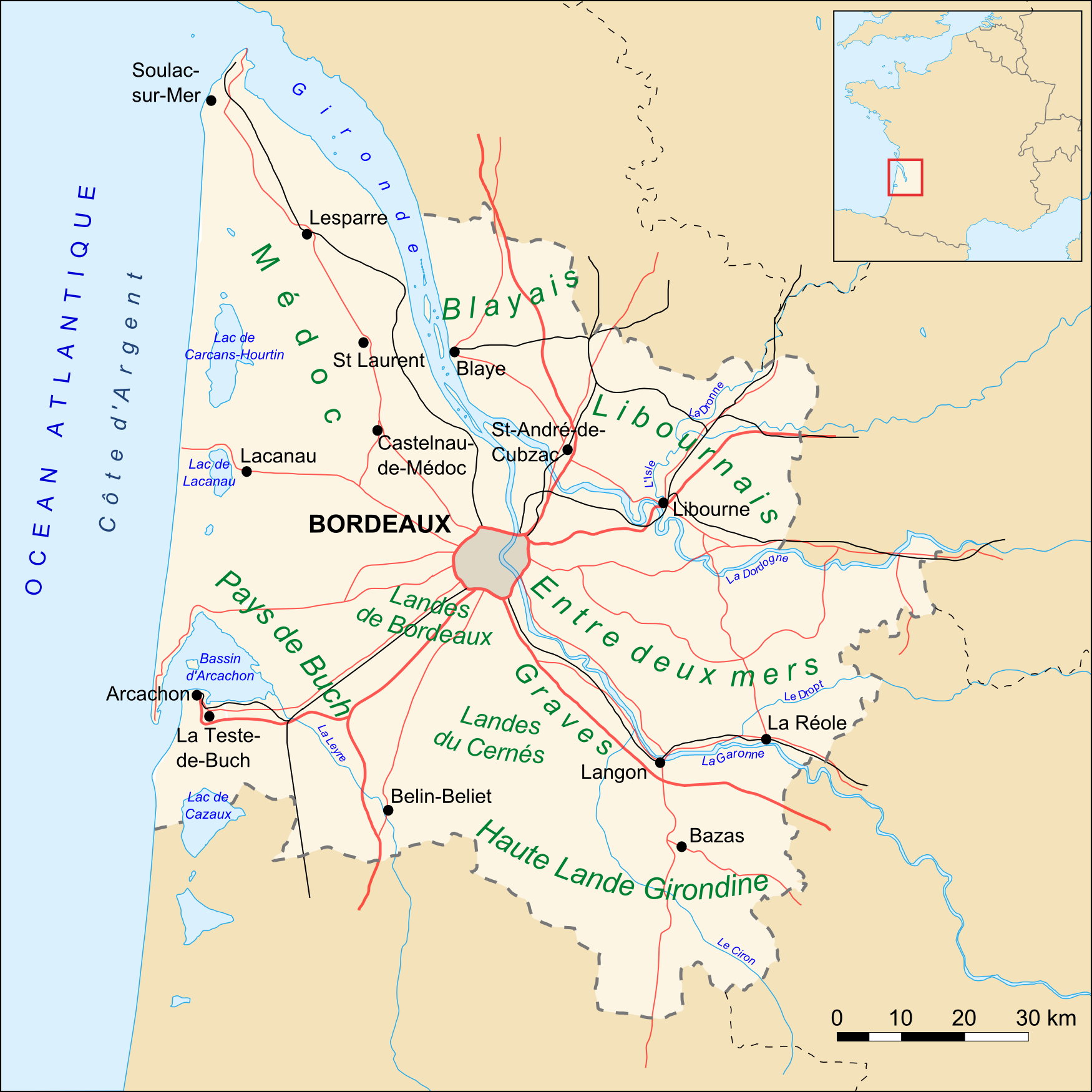
Carte de la Gironde, villes et routes

## Bordeaux

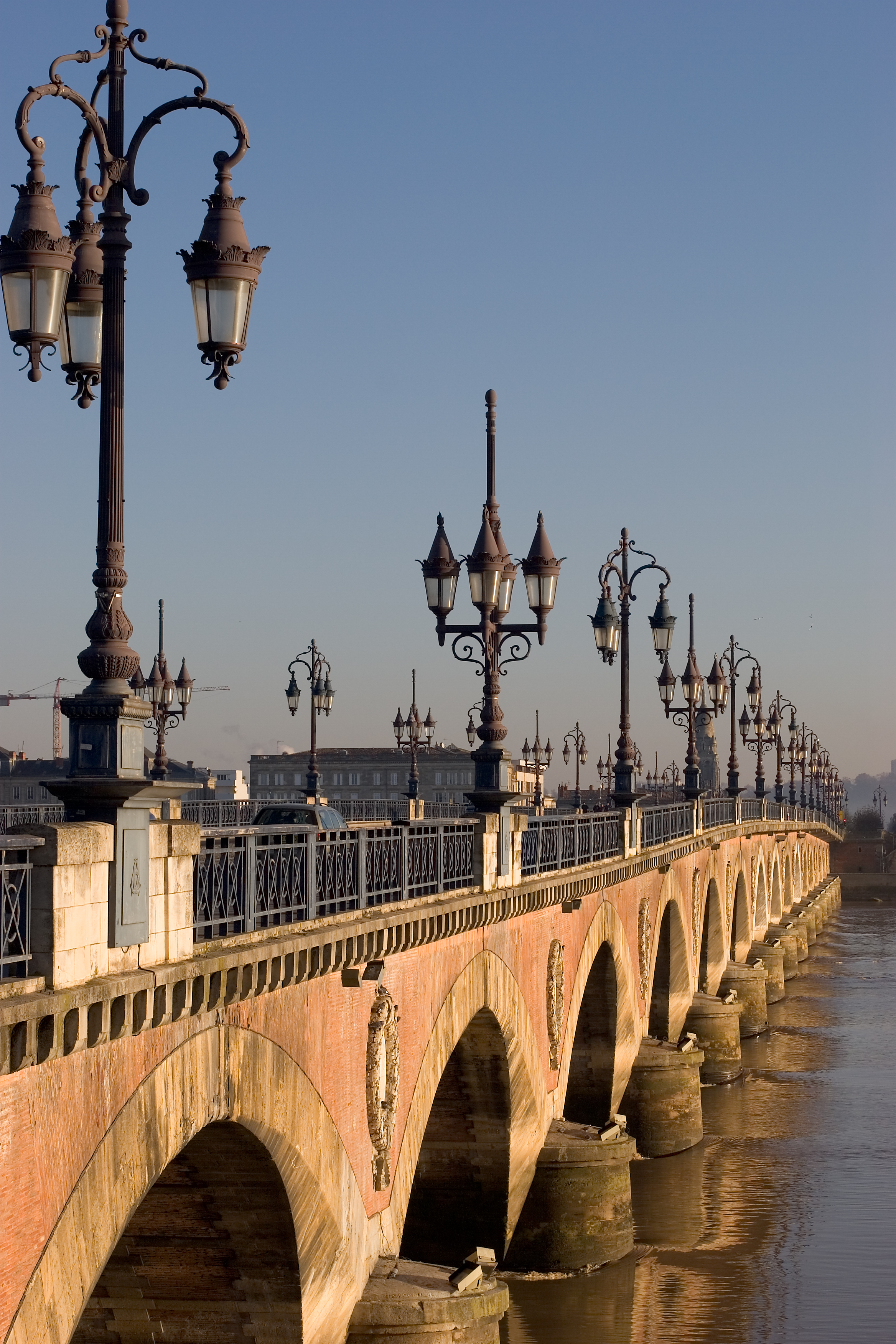
Pont de Pierre

Capitale de la Gironde et de la Nouvelle-Aquitaine, Bordeaux est classée Ville d'Art et d'Histoire. Le secteur sauvegardé est un des plus vastes de France (150 ha). Une partie de ce patrimoine concourt au titre de patrimoine mondial de l'UNESCO.
Sites remarquables:
- le Monument aux Girondins
- le Grand Théâtre
- les Allées de Tourny
- le Pont de Pierre
- le Cours de l'Intendance
- la Cathédrale Saint-André et la tour Pey Berland
- la Grosse Cloche
- la Place des Quinconces

## le Bordelais
Le Bordelais regroupe des territoires du Blayais, du Libournais et l'Entre deux mers. Cette région est réputée pour ses vignobles de renommée internationale, et les nombreux châteaux qui le composent.
Les vins de Bordeaux représentent de multiples nuances gustatives dues non seulement aux cépages cultivés mais surtout à l'influence des terroirs. Le vignoble de Bordeaux produit des vins rouges, des vins blancs secs ou liquoreux; à partir des cépages rouges, on vinifie également des vins rosés. 
Les vins sont élaborés à partir des cépages de vigne suivants :
- Cabernet-franc, cabernet-sauvignon, merlot pour les vins rouges, auxquels s'ajoutent le petit verdot, le malbec, la carménère et le côt;
- Sauvignon, sémillon et muscadelle pour les vins blancs, auxquels s'ajoutent l'ugni blanc, le colombard et le merlot blanc.

## les Landes de Gascogne

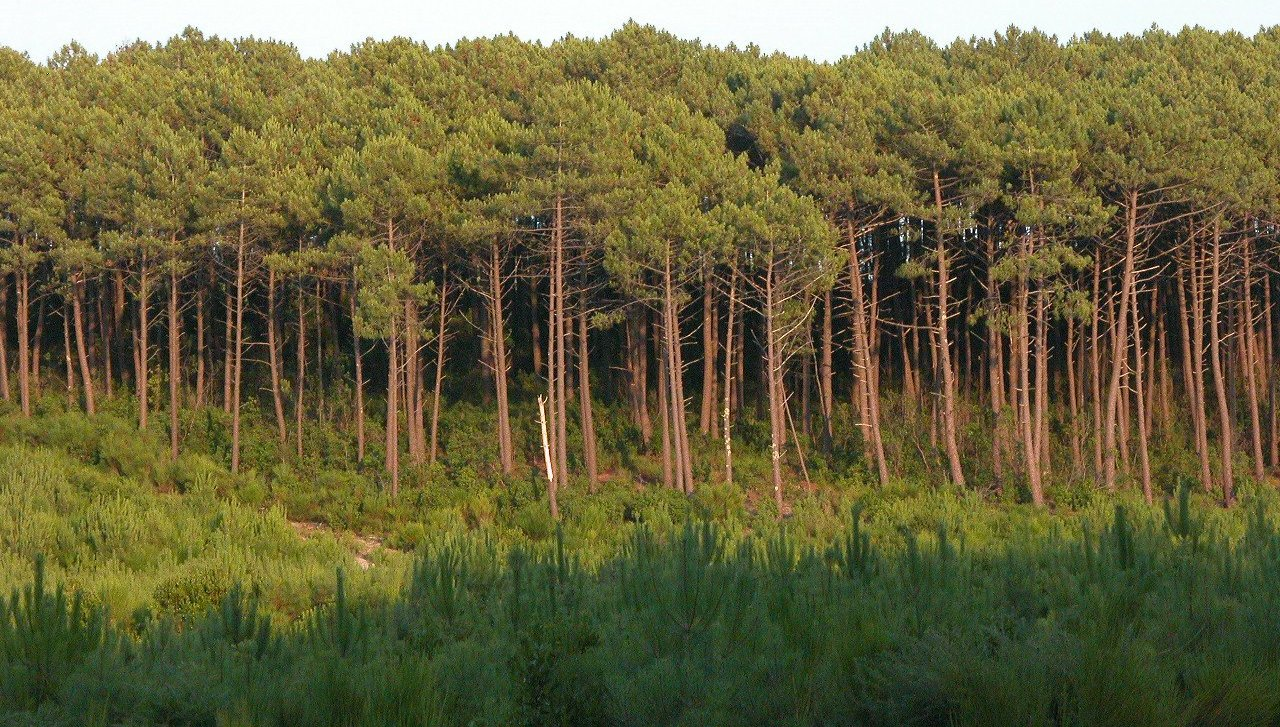
La forêt des Landes

La partie occidentale du département fait partie de la Forêt des Landes. 
- la Forêt des Landes est le plus grand massif forestier d'Europe.
- Chasse à la palombe, bécasse, canard etc.
- Pêche
- Parc ornithologique du Teich
- Parc régional des Landes de Gascogne
- Grands lacs landais
- Canoë sur la Leyre
- la base départementale de loisirs d'Hostens

## LeBazadais
Dans le Sud Gironde, cette petite région, dont le centre s'articule autour de Bazas, fait partie de la Gascogne. Ce pays, traditionnellement de polyculture (Maïs, tabaculture, tomates de Marmande, élevage de Bazadaise), conserve encore beaucoup de coutumes locales.
C'est aussi un lieu chargé d'histoire (le Pape Clément V est née à Uzeste), ou l'on peut trouver une importante concentration de bâtiments historiques de cette époque; Lieu de tourisme important l'on peut visiter : Cathédrale de Bazas (patrimoine mondial de l'Unesco), Château de Roquetaillade, Villandraut, Malle et Budos, Collégiale Notre-Dame d'Uzeste.

## La Côte d'Argent
Le tourisme en Gironde se concentre majoritairement sur la zone côtière constitutive de la Côte d'Argent, où l'on pratique le surf notamment sur la côte Médocaine.  Les principales stations balnéaires du département sont (du Nord au Sud) : 
- Soulac-sur-Mer
- Montalivet
- Hourtin
- Carcans
- Lacanau-Océan
- Andernos
- Le Cap-Ferret
- Arcachon
- Le Pyla-sur-Mer

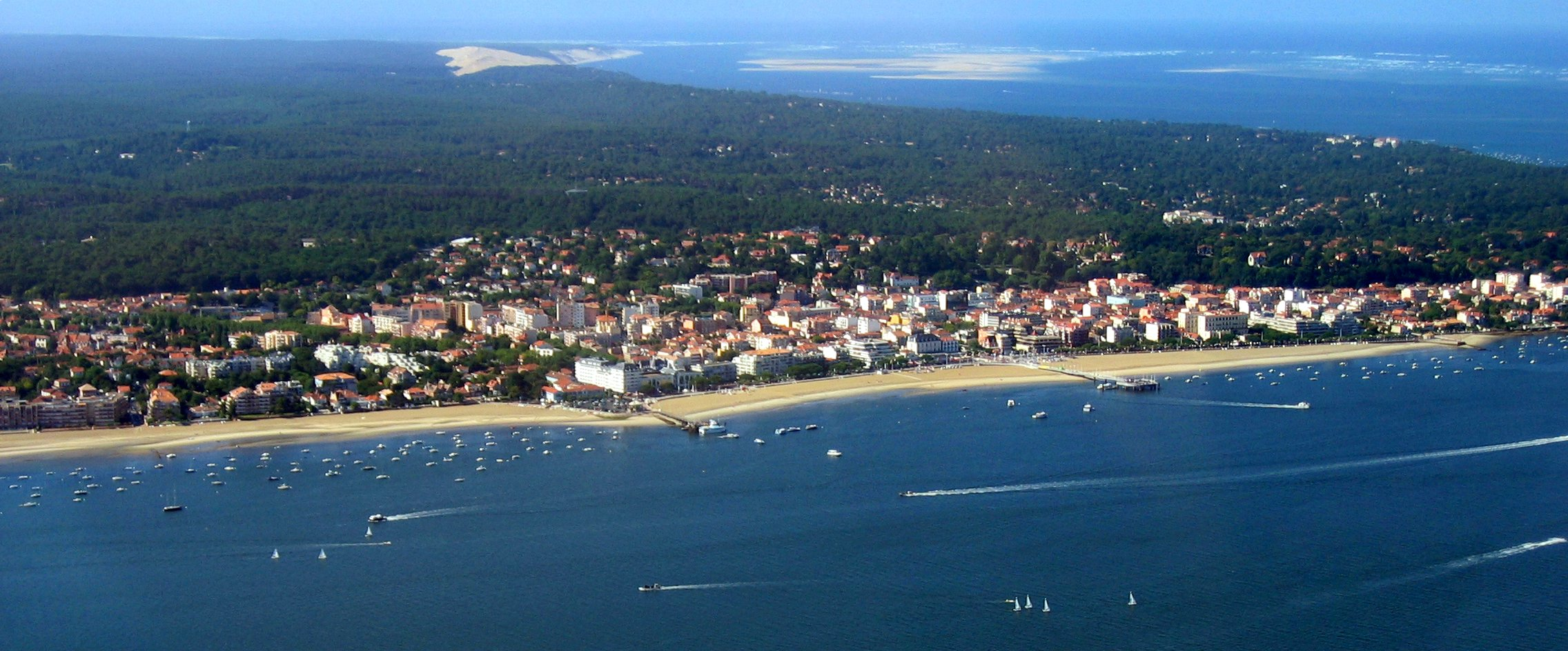
Plage d'Arcachon

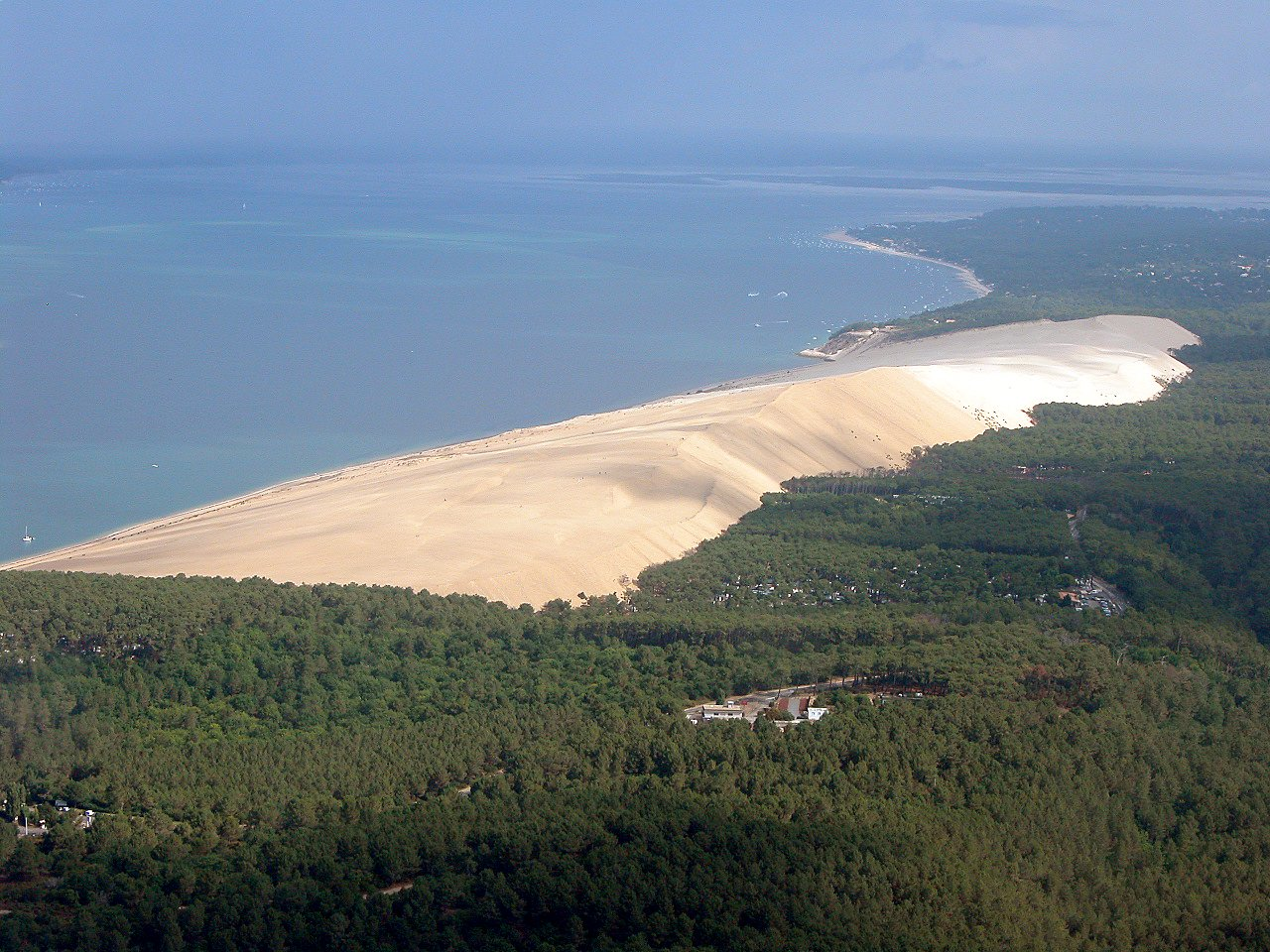
Vue aérienne de la dune du Pyla

La Dune du Pyla est le site le plus visité en Gironde avec près de deux millions de visiteurs par an.

## Gastronomie

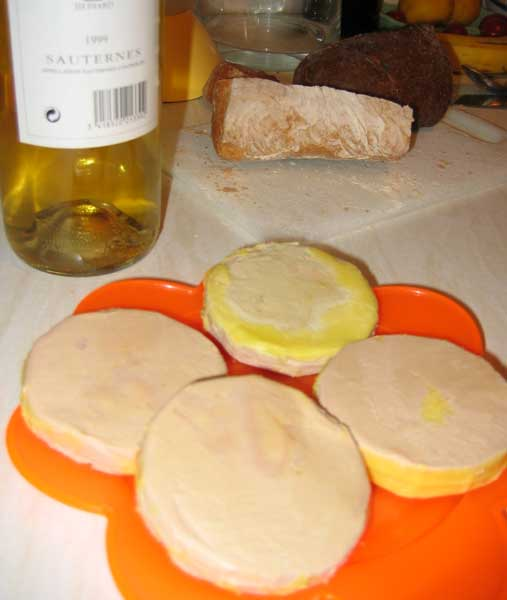
Foie gras et Sauternes

La Gironde est aussi réputée pour sa gastronomie à travers:
- Les vins de Bordeaux, le Crémant de Bordeaux, le Lillet
- Bœuf de Bazas (Bazas)
- Palombes
- Cèpes de Bordeaux
- le foie gras
- le confit de canard
- les Vins de Bordeaux
- le canelé de Bordeaux
- les macarons de Saint-Émilion
- les huitres du Bassin d'Arcachon
- le pastis landais

## Patrimoine religieux
- Cathédrale Saint-Jean-Baptiste de Bazas (inscrite au patrimoine mondial de l'Unesco)
- Cathédrale Saint-André de Bordeaux et tour Pey Berland
- Chapelle de Roquetaillade
- Collégiale Notre-Dame d'Uzeste
- Basilique et calvaire de Verdelais

## Châteaux en Gironde
Il y a de nombreux châteaux en Gironde de toutes époques :
- Les châteaux Clémentin. Né en sud-Gironde, Bertrand de Goth devint Pape sous le nom de Clément V en 1305. C'est dans cette région qu'il construisit pour lui et sa famille sept châteaux, dont les plus connus sont ceux de Roquetaillade, Fargues, Villandraut et Budos.

- Château de Cadillac
- Château de Roquetaillade
- Château de Malle
- Château du Bouilh
- Château de Fargues
- Château de Vayres

## Art & Culture
- Le musée d'Aquitaine à Bordeaux
- La Maison du Parc Naturel Régional des Landes de Gascogne à Belin-Beliet
- Le croiseur Colbert (qui n'est définitivement plus à Bordeaux)
- Le musée de la Bazadaise à Roquetaillade

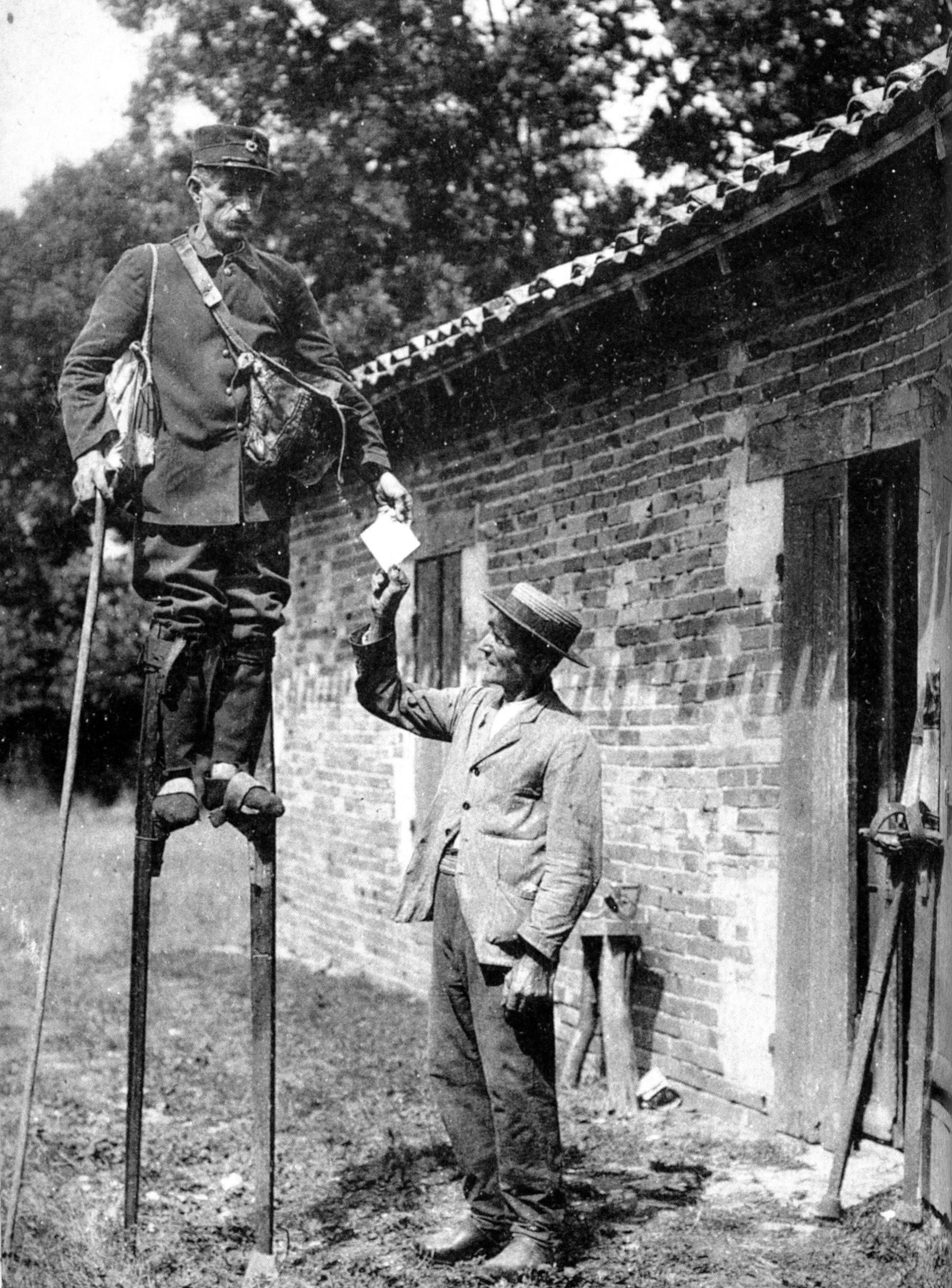
Facteur landais sur échasses